# 阿奇博爾德·格雷西四世
阿奇博爾德·格雷西四世（英語：Archibald Gracie IV，1858年1月15日—1912年12月4日），是美國作家、軍官、業餘歷史學家、房地產投資者，也是英國皇家郵輪鐵達尼號上的頭等艙乘客之一，以鐵達尼號沉沒事故生還者的身分聞名，而且是極少數存活下來的落海者之一。他寫了一本關於災難的暢銷書《關於鐵達尼號的真相》（The Truth about the Titanic），至今仍在印刷中。

## 早年生活
1858年1月15日，阿奇博爾德·格雷西四世出生於美國阿拉巴馬州莫比爾，是紐約州富有的格雷西家族成員，他的曾祖父阿奇博爾德·格雷西建造了格雷西大廈，於1942年成為紐約市長的官邸。格雷西曾在新罕布什爾州的聖保羅學校和西點軍校，後來成為美國陸軍第7騎兵團上校。格雷西之後以房地產投資及軍事史作家的身分活躍。格雷西是一位熱衷的業餘歷史學家，尤其著迷於他父親阿奇博爾德·格雷西三世參與過的奇卡莫加戰役，是南北戰爭中最血腥的戰役之一。他花了7年時間收集相關史實，並出版為書籍《關於奇卡莫加戰役的真相》（The Truth About Chickamauga）。
1912年初，由於長年寫書帶來的疲憊，他決定將妻女留在家中，獨自一人旅行。格雷西搭乘白星航運的海洋號前往歐洲，並與一位船副赫伯特·皮特曼成為朋友，後者後來將在鐵達尼號上擔任三副。另一位著名的鐵達尼號乘客約翰·雅各·阿斯特四世與格雷西是好友，兩人的家族從曾祖父輩開始就關係緊密，當時約翰·雅各·阿斯特四世正與新婚妻子瑪德琳·阿斯特在歐洲度蜜月。

## 搭乘鐵達尼號
1912年4月10日星期三，格雷西從英國南安普敦港登上鐵達尼號，船票編號113780、價格28英鎊10先令，住在C-51頭等艙客房。旅行期間，他將大量時間用於社交娛樂和閱讀船舶圖書館的書籍，也花了很多時間與梅西百貨老闆伊西多·史特勞斯交流南北戰爭的話題，並將自己的著作借給對方研究。其他常和格雷西相處的頭等艙乘客包括海倫·坎迪、夏洛特·艾普頓（Charlotte Appleton）、馬爾維娜·康奈爾（Malvina Helen Cornell）、卡羅琳·布朗（Caroline Lane Brown）。
4月14日星期日，格雷西減少社交活動，開始健身，並在壁球場和船上的游泳池裡進行一些體育鍛煉，他回憶道：「我很樂在其中，好像在海濱夏宮一樣，充滿各式各樣的舒適享受。我早餐前就開始熱身熱動，和專業的壁球員切磋，之後在6英尺深的溫水泳池游泳，溫度很清爽」。然後他參加了禮拜、早午餐，剩餘時間用來閱讀和社交。晚間，他提前就寢，打算第二天早上就到船上的壁球場打球。睡了大約三個小時後，鐵達尼號與冰山碰撞的震動驚醒了格雷西，隨後聽到煙囪的蒸汽噪音、發動機也停止運轉。他意識到出了什麼問題，換裝後前往小艇甲板查看情況。他回憶當時情景——沒有月亮、寒冷、星光燦爛、沒有浮冰或其他船隻的跡象。
隨後，他拿到其他乘客給予的冰山碎塊、得知郵件室淹水的消息，並意識到船隻已經有了傾斜角度。格雷西匆忙返回客房打包行李、穿上救生衣。在路上遇到4名相識的女乘客後，他護送她們到小艇甲板，由於不允許任何男性接近救生艇，他將女士們交給六副詹姆斯·穆迪安排撤離，夏洛特·艾普頓與馬爾維娜·康奈爾最終登上2號救生艇。格雷西接著與乘務員查爾斯·詹姆斯·卡倫（Charles James Cullen）一起分發毛毯，然後找到他的朋友詹姆斯·克林奇·史密斯（James Clinch Smith）。格雷西和史密斯開始協助二副查爾斯·萊托勒撤離婦孺，其中一位是船上大富翁約翰·雅各·阿斯特四世的新婚懷孕妻子瑪德琳·阿斯特。
大約2時左右，所有的木殼救生艇都已經下水，只剩三個小型折疊艇，其中A與B折疊艇仍綁在海官起居艙上方，船員無法取下帆布罩，格雷西便給了他們小折疊刀。其他船員抬起D折疊艇，正確掛在吊艇架上，然後在救生艇旁圍成一圈，只允許剩下出現的婦孺通過。這艘船可以容納47人，但是在裝載了15名女性之後，找不到更多的女性，查爾斯·萊托勒為了多救人便允許男性老弱病殘登艇，該艇最終於2時05分降下。很快的大約2時15分，船首以相當快的速度下沉、這被倖存者稱作「巨浪」的海水已經在甲板上爬行時，格雷西、史密斯、大副亨利·魏爾德、一副威廉·默多克、二副查爾斯·萊托勒等人仍然在嘗試解開餘下的兩艘A與B折疊艇，格雷西後來寫到了這一刻：
| “ | 我的朋友詹姆斯·克林奇·史密斯提議應該離開並跑向船尾，但是我們面前出現了一大堆人，他們擠在小艇甲板，面向我們，完全阻擋了我們通往船尾的路。人群中有女性也有男性，這些似乎是剛從下層甲板上來的乘客。沒有歇斯底里的哭聲也沒有恐慌。 | ” |

當海水沖向他們時，格雷西隨波浪跳起，抓住梯子爬到了海官起居艙頂部，詹姆斯·克林奇·史密斯則消失在海浪之下，遺體從未尋獲，在回憶錄中，格雷西猜測史密斯與船上的繩索和其他碎片糾纏在一起，因此無法逃脫。隨著鐵達尼號快速的沉沒，格雷西遭到吸力深深拉入冰冷的海水中，他一直努力往上游，在即將放棄之前抵達了海面。格雷西緊緊抓住一個漂浮的木箱，游到顛倒的B折疊艇旁邊，並在他人幫助下爬上去避難，剛剛同時落海的二副查爾斯·萊托勒也已經在上面指揮。當B折疊艇開始不穩時，查爾斯·萊托勒命令其他人向左或向右移動，抵消傾斜，他們靠著這樣的指揮撐過數小時，小艇上的人成為了少數落海後的倖存者。他們隨後將初級電報員哈羅德·布萊德從海裡拉上去，因此確認了卡柏菲亞號預計4時左右可以抵達的消息，加強了他們生存的信心。
到了4時左右，卡柏菲亞號出現，開始陸續從其他救生艇上救助倖存者，在他們500公尺外，4號、10號、12號救生艇和D折疊艇排成一列等待上船，由於B折疊艇的狀況已經非常糟糕，查爾斯·萊托勒用他的副官口哨引起注意，4號和12號救生艇立刻掉頭前往營救他們。4號救生艇首先抵達，並開始將倖存者從幾乎沉沒的B折疊艇轉移出去。格雷西爬進了12號救生艇，查爾斯·萊托勒是最後一個離開的人。到了天亮後的8時30分，格雷西登上了卡柏菲亞號，之後發現他的頭部、腿部和身體其他部位都有傷口，呈現黑色和藍色，並疼痛了好幾天。

## 獲救之後
格雷西乘坐卡柏菲亞號抵達美國紐約後，他身為作家也立即開始寫書，內容關於他在鐵達尼號和B折疊艇上的經歷。他是對事故當晚最詳細的生還者描述之一；格雷西花了幾個月的時間研究並採訪其他生還者，試圖確定每艘救生艇上的確切人員以及發生某些事件的時間。格雷西的研究成果並非沒有缺點，他提到每個逕自登上救生艇的男性都是「義大利人」、「日本人」（實際上當時唯一的日籍乘客細野正文是按規定上救生艇）或「拉丁人」，而且他提供的許多留在船上的男性姓名都是頭等艙乘客。
格雷西在完成校對他的研究證據之前就去世了。1913年，這本書以原始標題《關於鐵達尼號的真相》（The Truth about the Titanic）出版。從那以後，這本書經歷了大量的印刷，現今以《鐵達尼號：生還者故事》（Titanic: A Survivor's Story）為標題。大多數現代版本還包括另一位B折疊艇生還者傑克·賽耶的災難簡短描述；傑克·賽耶在1940年也為他的家人和朋友自行印刷了回憶錄，名為《鐵達尼號沉沒事故》（The Sinking of the S.S. Titanic）。

## 逝世

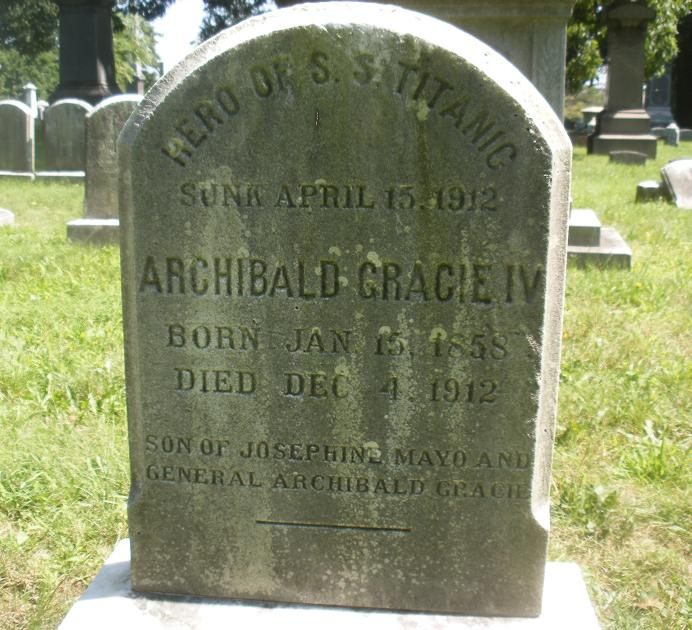
阿奇博爾德·格雷西四世的墓碑，位於紐約伍德勞恩公墓。

獲救之後，格雷西從沒有從他在鐵達尼號沉沒事故中忍受的磨難中恢復；身為糖尿病患者，其健康受到低溫症和身體受傷的嚴重影響。1912年12月4日，沉沒事故後不到八個月，他死於糖尿病引起的併發症。遺體埋葬在紐約布朗克斯伍德勞恩公墓的格雷西家族墓園中；認識他的許多生還者以及罹難者家屬也參加了他的葬禮。

## 文化描寫
格雷西是鐵達尼號沉沒事故中最著名的生還者之一，他在許多鐵達尼號電影中都成為一個角色。例如，1958年的英國電影《此夜永難忘》中由詹姆斯·迪倫佛思飾演格雷西、1997年的美國電影《鐵達尼號》中由貝爾納·福克斯飾演格雷西。